# Norbert Kasparek
Norbert Józef Kasparek (ur. 3 lipca 1960 w Szymocicach) – polski historyk, prof. dr hab. nauk humanistycznych.

## Życiorys
W 1985 ukończył studia historyczne na Katolickim Uniwersytecie Lubelskim. W 1994 obronił pracę doktorską pt. Prusy Wschodnie w polskiej myśli politycznej w latach 1795 – 1850 na Wydziale Nauk Historycznych Uniwersytetu Mikołaja Kopernika w Toruniu (promotor prof. Sławomir Kalembka). Stopień doktora habilitowanego nadała mu w 2001 Rada Wydziału Historycznego UMK na podstawie rozprawy: Powstańczy epilog. Żołnierze listopadowi w dniach klęski i internowania 1831-1832. Był promotorem 13 prac doktorskich, recenzentem 26 dysertacji doktorskich i 11 rozpraw habilitacyjnych.
Od chwili utworzenia w lipcu 2002 olsztyńskiej delegatury Instytutu Pamięci Narodowej Kasparek był jej naczelnikiem. W styczniu 2009 został odwołany przez prezesa IPN, Janusza Kurtykę. Choć nie podano przyczyn odwołania, Kurtyka w wywiadzie oświadczył, że Kasparkowi zaszkodziło podpisanie listu w obronie b. prezydenta Olsztyna, Czesława Małkowskiego. 
Kasparek pełnił dwukrotnie funkcję prodziekana Wydziału Humanistycznego i dwukrotnie dziekana Wydziału Humanistycznego UWM do października 2012. We wrześniu 2009 był przewodniczącym Komitetu Organizacyjnego XVIII Powszechnego Zjazdu Historyków Polskich, który odbywał się w Olsztynie. Specjalizuje się w historii Polski XIX w., historii wojskowości, dziejach Litwy, Wielkiej Emigracji i edytorstwie historycznym. Członek m.in. Zarządu Głównego PTH, KNH PAN, Komisji Badań Diaspory Polskiej PAU.
19 lutego 2014 uzyskał tytuł profesorski. 1 października 2014 roku powołany na stanowisko dyrektora Archiwum Państwowego w Olsztynie.
Członek Komitetu Nauk Historycznych PAN, od 2012, wybrany też na kolejną kadencję 2020–2023.

## Publikacje
- 1995: Prusy Wschodnie w polskiej myśli politycznej lat 1795-1847
- 2001: Powstańczy epilog : żołnierze listopadowi w dniach klęski i internowania 1831-1832
- 2009: Ostatnie chwile powstania listopadowego.Brodnica 1831
- 2012: Polnische Aufständische  in Ost– und Westpreußen (1831–1833), (Übersetzung: Krzysztof Gębura)
- 2012: Dni przełomu powstania listopadowego.Bitwa pod Ostrołęką (26 maja 1831)